# Дом Каншиных
Дом Каншиных — памятник архитектуры. Расположен в Санкт-Петербурге, современный адрес дома — Кузнечный переулок, 2-4 литера А.

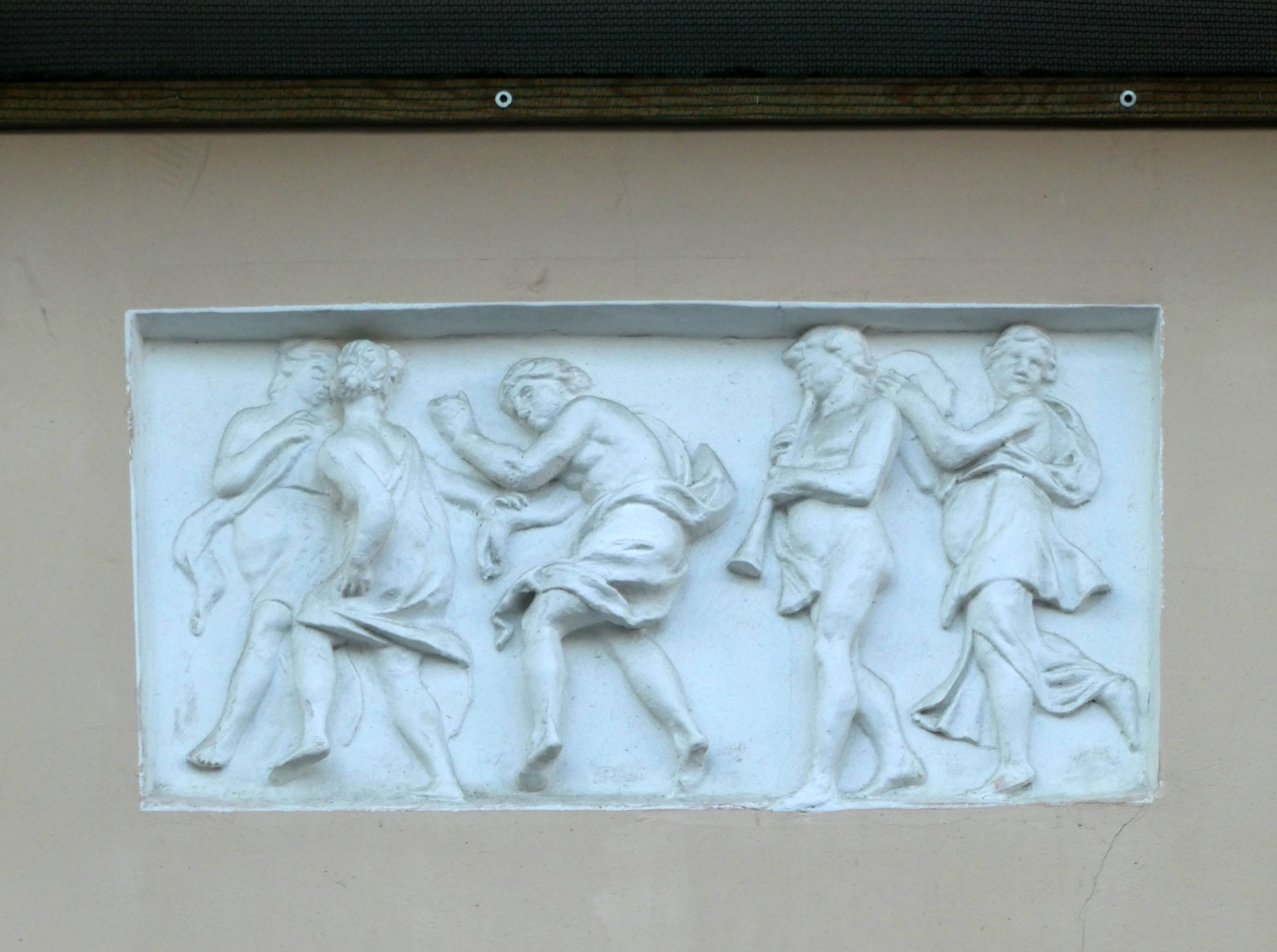
Барельеф на фасаде

Построен неизвестным архитектором в первой четверти XIX века в стиле безордерного классицизма. Главный фасад со времён постройки практически не менял свой внешний вид и хорошо сохранился. Его средняя часть завершена треугольным фронтоном, на тимпане расположено полуциркульное окно. На верхнем этаже семь окон, над ними в нишах расположены мифологические барельефы. При капитальном ремонте был разобран находившийся над аркой проезда во двор деревянный полукруглый эркер.
Дворовые флигеля дома были разобраны в 1861—1863 годах, на их месте построены другие корпуса (архитектор А. А. Оссоланус). В здании находится детская районная больница и поликлиника. На строительство в здании больницы в 1952 году было выделено два миллиона рублей.
Соседний дом, 2-4 литера Б, также является охраняемым памятником архитектуры, известным как дом Каншиных.